# Kaposvári Rákóczi FC
Kaposvári Rákóczi FC – węgierski klub piłkarski z siedzibą w mieście Kaposvár. Obecnie klub uczestniczy w rozgrywkach Nemzeti Bajnokság III.

## Historia

### Chronologia nazw
- 1923: Rákóczi Sport Club
- 1927: Kaposvári Rákóczi Atlétikai Club (fuzja z Kaposvári Petőfi Atlétikai Club)
- 1949: Kaposvári Dolgozók Sport Köre
- 1950: Kaposvári Élelmiszeripari Dolgozók Országos Szakszervezete (Kaposvári ÉDOSZ)
- 1951: Kaposvári Kinizsi SK
- 1955: Somogyi Kinizsi
- 1956: Kaposvári Rákóczi AC
- 1957: Kaposvári Kinizsi
- 1970: Kaposvári Rákóczi SC
- 1988: Kaposvári Rákóczi FC
- 1994: Rákóczi-Kaposcukor FC
- 1999: Rákóczi FC Contimex
- 2000: Kaposvári Rákóczi FC
- 2003: NABI-Kaposvári Rákóczi FC
- 2007: Gabona Trans Kaposvári Rákóczi FC
- 2009: Kaposvári Rákóczi Futball Club
- 2015: Kaposvári Rákóczi-BFLA
- 2016: Kaposvári Rákóczi FC

### Początek
Drużyna została założona 15 sierpnia 1923 jako Rákóczi Sport Club (Klub Sportowy "Rákóczi") przez pracowników lokalnej cukrowni. Nazwa pochodzi od węgierskiej rodziny książęcej. Był to zespół amatorski, który rozgrywał jednak mecze przeciw zawodowcom także. Rákóczi był klubem występującym pomiędzy 2 a 3 ligą.

### Lata komunizmu
W latach 50. komuniści zmienili nazwę zespołu na Kaposvári Kinizsi SK. W 1960 zespół awansował do II ligi. W 1970 nastąpił powrót do starej nazwy, a rok później zespół spadł do III ligi, lecz jak się później okazało tylko na rok. Po kolejnych dwóch sezonach nastąpił historyczny awans do ekstraklasy. Pierwszy w historii występ w najwyższej lidze pupile Kaposvaru rozegrali na własnym stadionie przeciw Vasasowi w obecności 22 000 widzów. Pobyt w lidze trwał 3 sezony. Później udawało się Rakociemu występować w szeregach najlepszych w sezonach 1980/81 i 1987/88.

### Po 1989 roku
Po zmianie ustroju Rákóczi znowu występował między 2 a 3 ligą. W lecie 2003 zespół objął Laszlo Prukner. Mimo ubytku kilku zawodników udało mu się wywalczyć awans do NB I w 2004.

## Osiągnięcia
W lidze (16 sezonów): 1974/75-1976/77, 1980/81, 1987/88, 2004/05-2013/14, 2019/20

## Skład w sezonie 2010/11
| Nr | Poz. | Piłkarz            |
| -- | ---- | ------------------ |
| 23 | BR   | József Strublics   |
| 29 | BR   | Zoltán Kovács      |
| 32 | BR   | Árpád Milinte      |
| 2  | OB   | József Zsók        |
| 6  | OB   | Róbert Kovácsevics |
| 13 | OB   | Dražen Okuka       |
| 17 | OB   | Viktor Petrók      |
| 26 | OB   | Tamás Grúz         |
| 30 | OB   | Krisztián Zahorecz |
| 28 | OB   | Mátyás Lelkes      |
| 4  | PO   | Lukács Bőle        |
| 5  | PO   | István Bank        |
| 7  | PO   | Boris Gujić        |
| 8  | PO   | Kornél Kulcsár     |

| Nr | Poz. | Piłkarz          |
| -- | ---- | ---------------- |
| 11 | PO   | Daniane Jawad    |
| 18 | PO   | Benjamin Balázs  |
| 19 | PO   | Norbert Lipusz   |
| 20 | PO   | Zoltán Farkas    |
| 22 | PO   | Bojan Pavlović   |
| 24 | PO   | Dávid Hegedűs    |
| 33 | PO   | Pedro            |
| 90 | PO   | Keresztes Ferenc |
| 3  | NA   | Milan Perić      |
| 9  | NA   | Egejuru Godslove |
| 10 | NA   | Róbert Szepessy  |
| 14 | NA   | Lóránt Oláh      |
| 15 | NA   | Róbert Zsolnai   |